# 崇安区
崇安区（すうあん-く）はかつて中華人民共和国江蘇省無錫市に位置していた市轄区。2015年に南長区・北塘区と合併して梁渓区となった。

## 区画
- 街道：崇安寺街道、通江街道、広瑞路街道、上馬墩街道、江海街道、広益街道